# Исаянц, Валерий Иванович
Валерий Иванович Исаянц (1 января 1945 — 6 января 2019, Воронеж) — русский поэт.

## Биография
По словам Валерия Исаянца его отцом был некий Иван Прокопьевич Буравлев, а предки с армянской стороны происходили из города Эрзурум в Западной Армении (ныне в Турции). Мать, Анна Петровна Исаянц (? — 1980) работала директором макаронной фабрики в Воронеже.
Окончил Воронежское суворовское военное училище (1963), филологический факультет Воронежского государственного университета (1969). По окончании университета три месяца проработал по распределению учителем средней школы в селе Горбуново Новосибирской области, затем был сотрудником районной газеты в Могоче в Забайкальском крае (1970). Вернувшись в Воронеж, некоторое время работал в областной юношеской библиотеке.  В 1971 году познакомился в Коктебеле с Анастасией Цветаевой, вместе с ней путешествовал по Крыму. Эти события Анастасия Ивановна описала в «Истории одного путешествия» — воспоминаниях, изданных только в 2004 году. Цветаева некоторое время опекала молодого поэта, пытаясь облегчить ему вхождение в литературу. Она познакомила Исаянца с Арсением Тарковским, под чьей редакцией в 1978 году в Ереване вышел в свет первый и долгое время единственный сборник поэта.
В начале 1990-х годов Исаянц остался без жилья, с тех пор скитался по стране в электричках, периодически жил в лесу в окрестностях Воронежа.
В 2000-е годы воронежский клуб поэтов «Лик», руководимый местным поэтом, краеведом и коллекционером Михаилом Болговым, взял Исаянца под своё покровительство. Именно в это время в клубе возник коллективный проект, получивший название Поэтарх Айас, целью которого было редактирование многочисленных текстов Исаянца, записанных им на клочках бумаги и обрывках картона, воссоздание авторского замысла и извлечение поэзии из того материала, который на первый взгляд представлялся грудой мусора. Итогом проекта стал второй сборник поэта «Пейзажи инобытия», подготовленный воронежским поэтом и журналистом Полиной Синёвой и вышедший в свет в 2013 году в издательстве «Водолей».
30 декабря 2018 года Исаянцу стало плохо прямо на улице. Его увезли на «скорой» в больницу, где 6 января 2019 года он умер. Хотя при поступлении Исаянц назвал врачам своё имя и данные, документов у него не было; на опознание ушло 10 дней. Похоронен 18 января на Берёзовском кладбище Воронежа.